# Condado de Isemburgo
Isemburgo[cita requerida] era una región de Alemania localizada en la actual región meridional de Hesse, en territorios al norte y sur de Fráncfort. Los estados de Isemburgo emergieron del Niederlahngau (situado en Renania-Palatinado), que fue dividido en 1137 entre Isemburgo-Isemburgo y Isemburgo-Limburgo-Covern. Esos condados a su vez se dividieron muchas veces entre ellos a lo largo de los siguientes 700 años.

## Casa de Isemburgo

Armas del Principado de Isemburgo

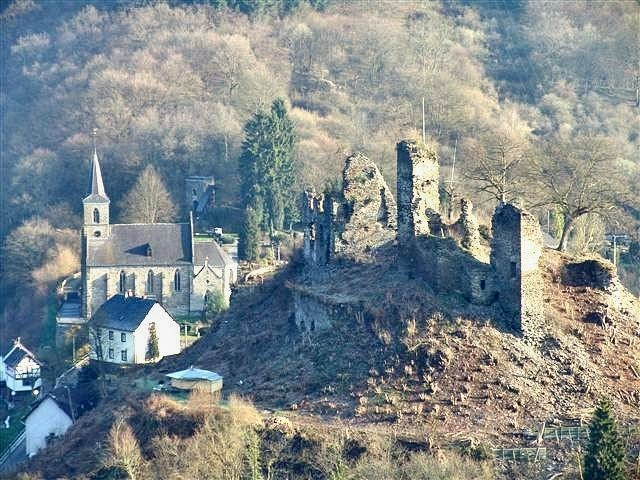
Ruinas del Castillo de Isemburgo (Bajo Isemburgo).

La Casa de Isemburgo era una antigua familia aristocrática de la Alemania medieval, que recibía su nombre por el castillo de Isemburgo en Renania-Palatinado. Ocasionalmente referida como la Casa de Rommersdorf antes del siglo XII, la casa se originó en el comitatus de los Niederlahngau en Hesse en el siglo X. Fue dividida en las líneas de Isemburgo-Isemburgo e Isemburgo-Limburg-Covern en 1137, antes de dividirse de nuevo en unidades más pequeñas, aunque para 1500 solo subsistían las líneas de Isemburgo-Büdingen (en el Alto Isemburgo) y el Bajo Isemburgo. En 1664 se extinguió la rama del Bajo Isemburgo. La línea de Büdingen continuó con su partición, y para principios del siglo XIX existían las líneas de Isemburgo-Büdingen, Isemburgo-Birstein, Isemburgo-Meerholz e Isemburgo-Wächtersbach. En la actualidad todavía existen los príncipes (católicos) de Isemburgo (en Birstein), los príncipes (luteranos) de Ysenburg (en Büdingen y Ronneburg) y los condes (luteranos) de Ysenburg-Philippseich.

## "Árbol de familia" de los condados de Isemburgo

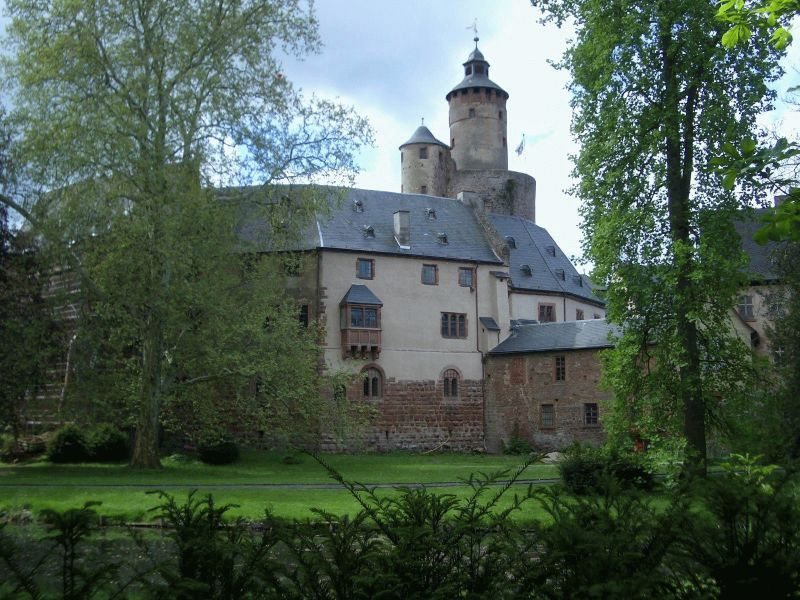
Castillo de Büdingen.

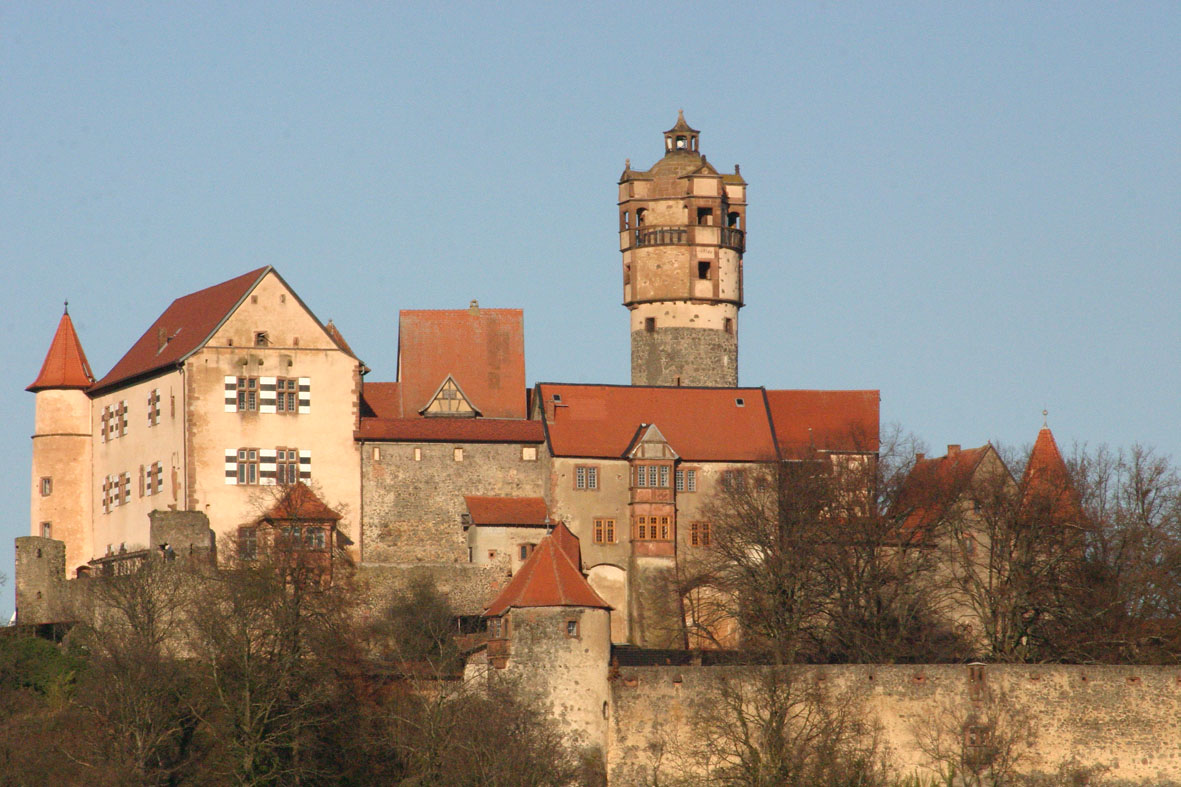
Castillo de Ronneburg.

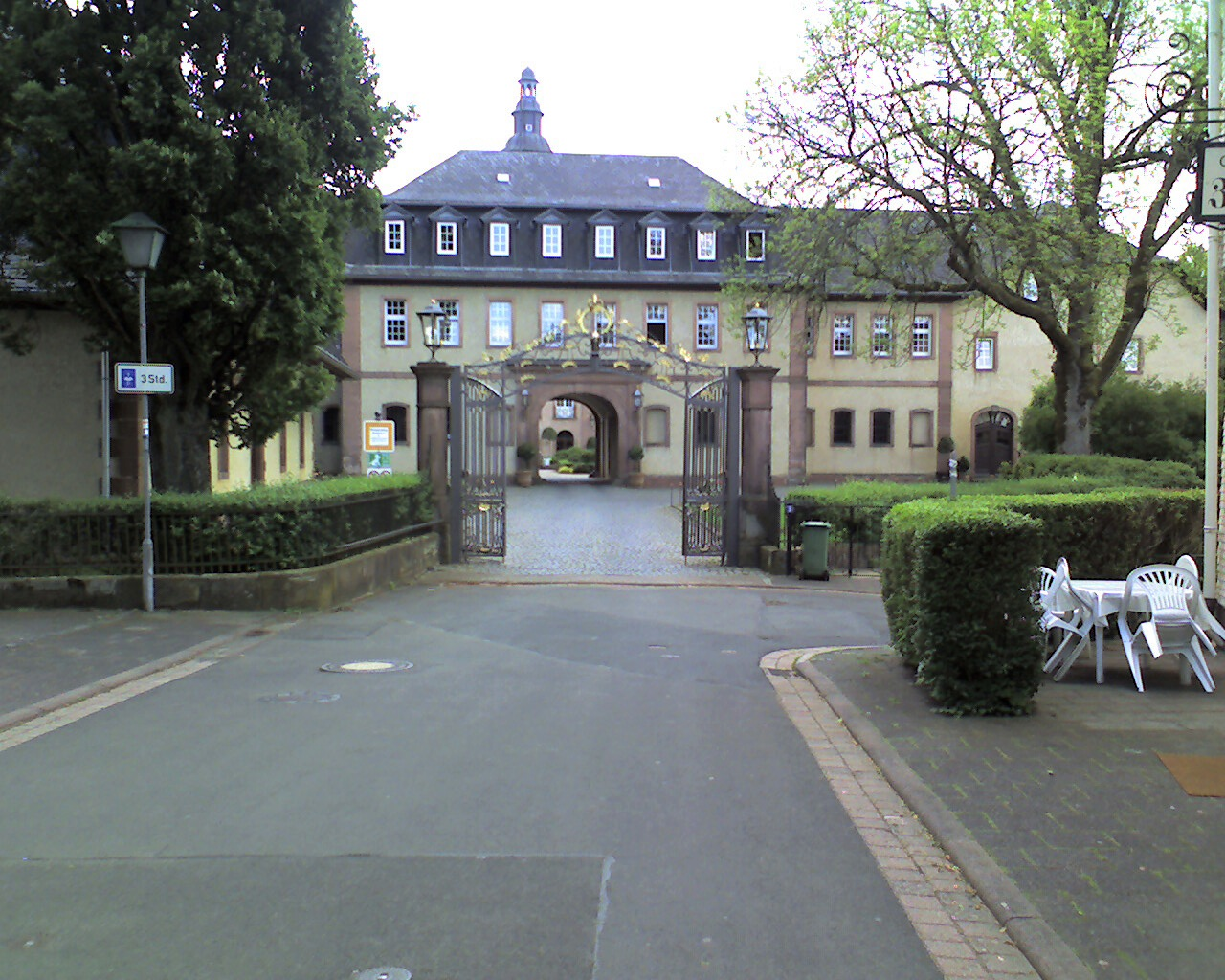
Castillo de Birstein.

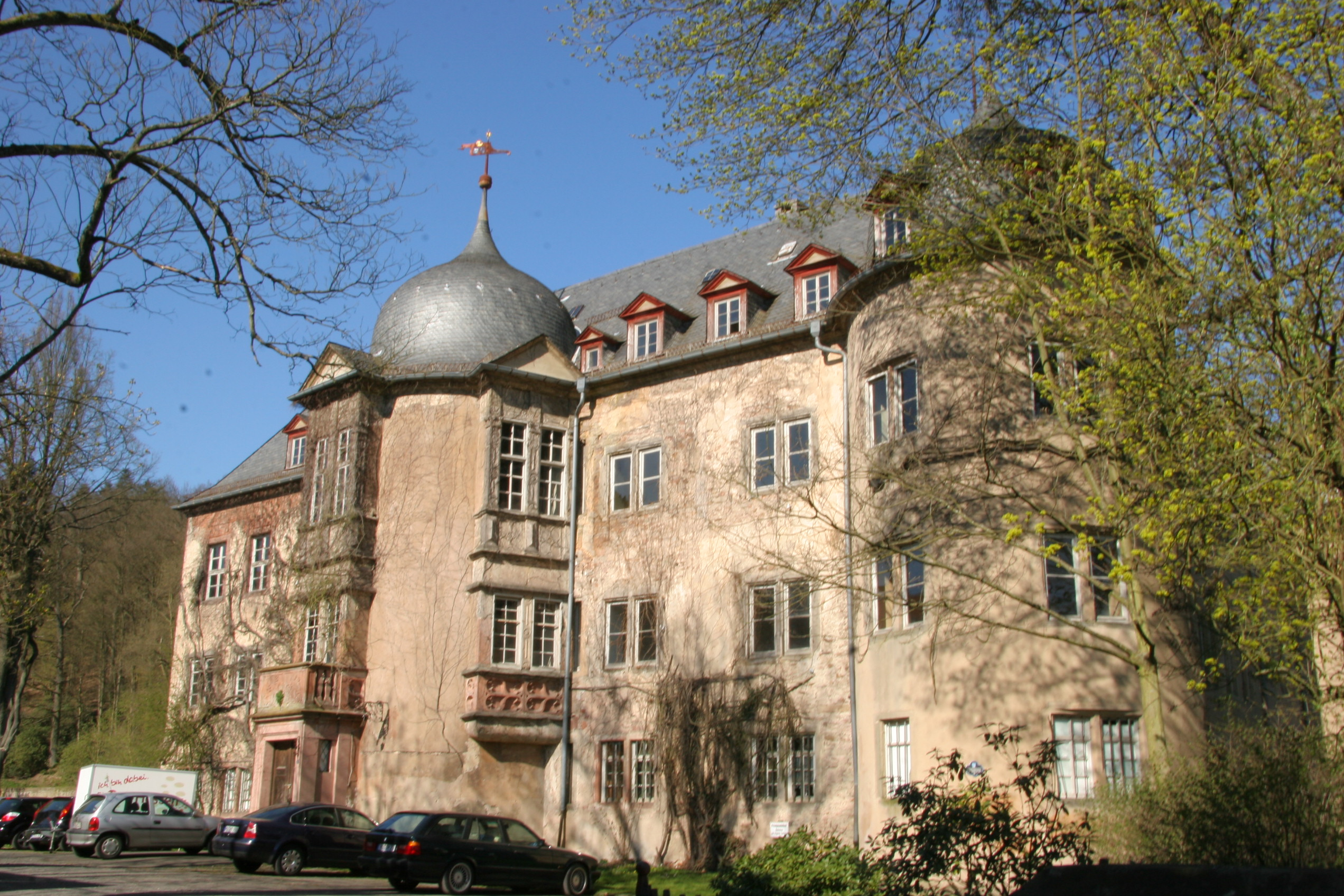
Castillo de Wächtersbach.

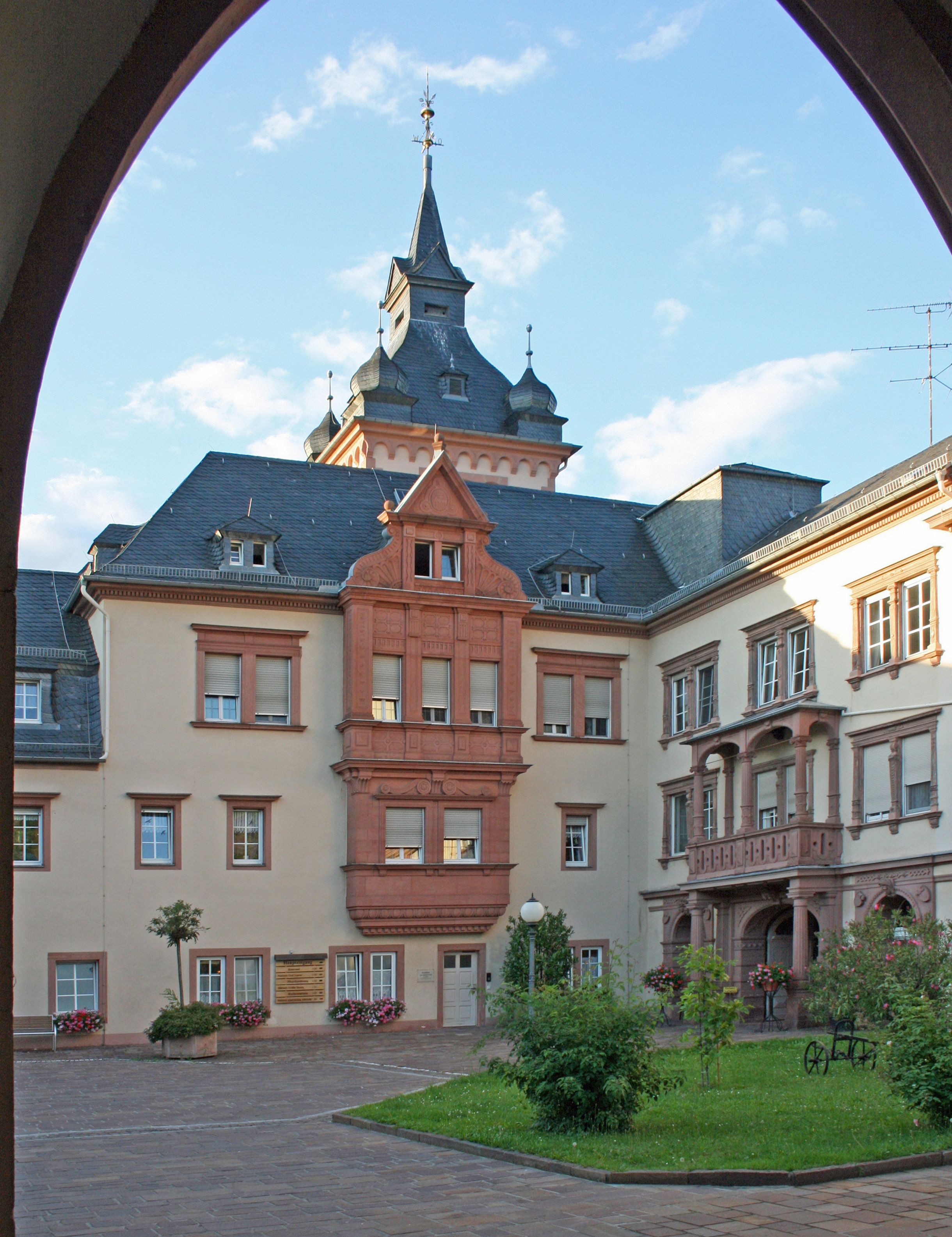
Castillo de Meerholz en Gelnhausen.

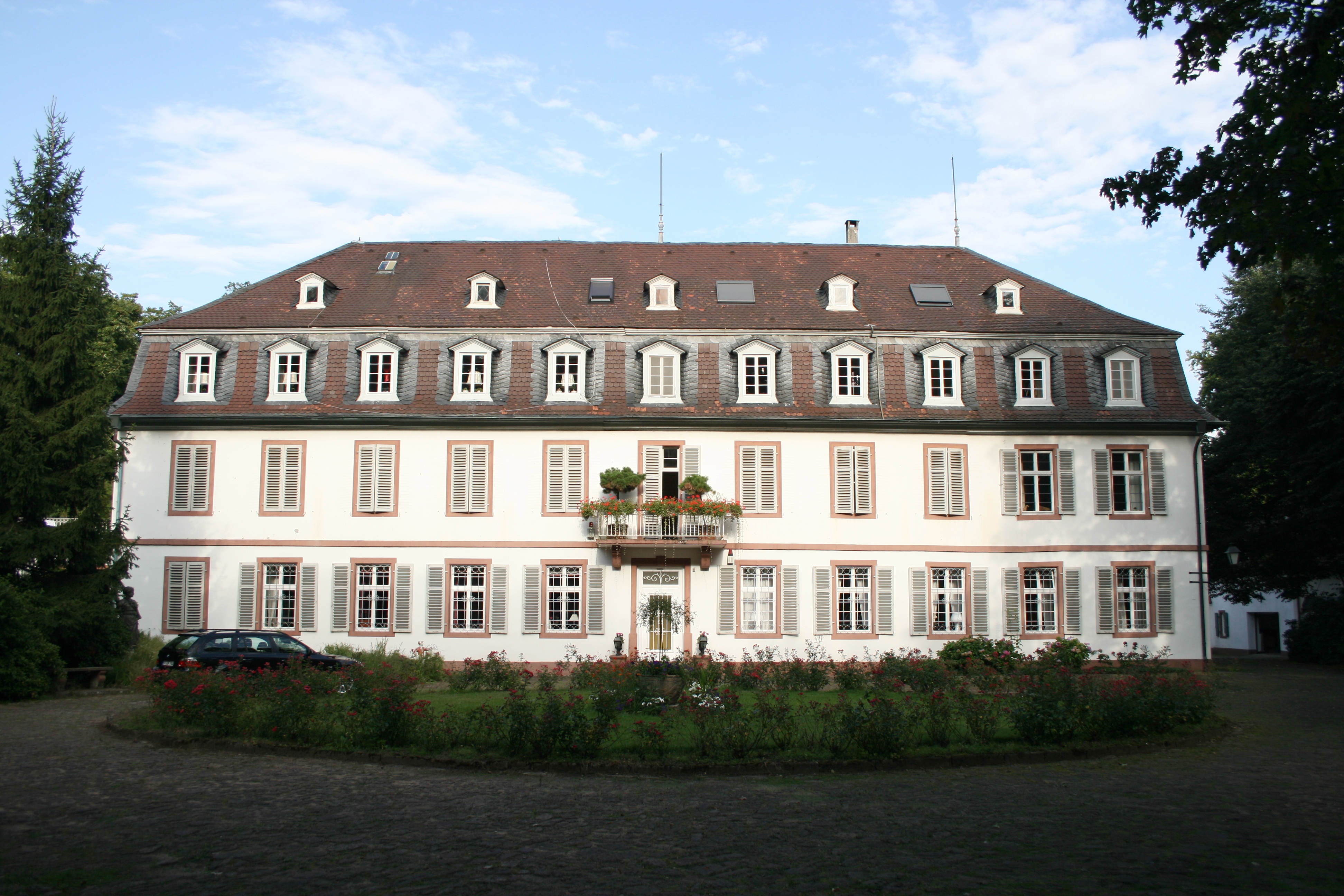
Castillo de Philippseich en Dreieich.

Isemburgo, el condado original fue dividido en 1137 en: 
- Isemburgo (o Isemburgo-Isemburgo), 1137-1199, finalmente dividiéndose c. 1210 en: 
  - Isemburgo-Braunsberg, 1210-1388, cuando fue renombrado como Isemburgo-Wied. Isemburgo-Wied, a su vez, existió entre 1388-1454, cuando pasó por matrimonio a los Señores de Runkel y fue substituido por el Condado de Wied en 1462.
  - Nieder-Isemburgo (Bajo Isemburgo), 1218-1502 cuando fue dividido en:
    - Isemburgo-Grenzau, 1502-1664. Después de la muerte del Conde Ernesto en 1664 sin herederos directos, sus territorios fueron reclamados como tenencias feudales por los Arzobispos de Colonia y Tréveris, y el Principado-Abadía de Fulda. El núcleo de los territorios, incluyendo Isemburgo, fueron transmitidos por Fulda a los Condes de Walderdorff. Tuvieron que compartirlos según un último acuerdo con los Condes de Wied, por entonces una rama cadete de los Isemburgo.
    - Isemburgo-Neumagen, 1502-1554, cuando pasó por matrimonio a los Condes de Sayn-Homburg.
- Isemburgo-Kempenich, 1137-1424, cuando pasó a los Señores de Schöneck. En 1434, pasó a los Arzobispos de Tréveris, quienes vendieron el territorio a los Condes de Virneburg.
- Isemburgo-Limburg-Covern, 1137-1158, cuando fue dividido en:
  - Isemburgo-Covern, 1158-1306, cuando pasó a Isemburgo-Cleberg.
  - Isemburgo-Grenzau, 1158-1258, cuando fue dividido en:
    - Isemburgo-Limburgo, 1258-1406, cuando fue anexionado por el Arzobispado de Tréveris
    - Isemburgo-Grenzau, 1258-1287, cuando fue dividido en:
      - Isemburgo-Grenzau, 1287-1290, cuando pasó a Isemburgo-Cleberg.
      - Isemburgo-Arnfels, 1286-1379, cuando pasó a Isemburgo-Wied.
      - Isemburgo-Cleberg, 1287-1340, cuando fue dividido en:
        - Isemburgo-Grenzau, 1340-1439, cuando pasó a Nassau-Beilstein. Subsiguientemente pasó al Arzobispado de Tréveris en 1446, y fue finalmente adquirido por los Condes de Nieder-Isemburgo en 1460.
        - Isemburgo-Büdingen, 1340-1511, cuando fue dividido en:
          - Isenberg-Büdingen-Ronneburg, o Isemburgo-Ronneburg, 1511-1601, cuando fue anexionado por Isemburgo-Büdingen-Birstein
          - Isemburgo-Büdingen-Birstein (o Isemburgo-Birstein), 1511-1628, que fue dividido en: 
            - Isemburgo-Birstein, 1628-1664, cuando pasó a Isemburgo-Offenbach
            - Isemburgo-Büdingen, 1628-1685, cuando fue dividido en: 
              - Isemburgo-Büdingen, 1685-1806, cuando fue mediatizado al Principado de Isemburgo
              - Isemburgo-Wächtersbach, 1685-1806, cuando fue mediatizado al Principado de Isemburgo
              - Isemburgo-Meerholz, 1685-1806, cuando fue mediatizado al Principado de Isemburgo
              - Isemburgo-Marienborn, 1685-1725

            - Isemburgo-Offenbach, 1628-1711, cuando fue dividido en:
              - Isemburgo-Birstein, 1711-1744, cuando se convirtió en el Principado de Isemburgo-Birstein. El Principado existió entre 1744-1806, y fue renombrado como Principado de Isemburgo, 1806-1814/5
              - Isemburgo-Eisenberg, 1711-1758, cuando fue absorbido de nuevo por el Principado de Isemburgo-Birstein
              - Isemburgo-Philippseich, 1711-1806, cuando fue mediatizado al Principado de Isemburgo

## Principado de Isemburgo
No fue hasta 1806 que ese estado fue simplemente llamado "Isemburgo". Cuando el Sacro Imperio Romano Germánico fue derrotado por Napoleón I de Francia ese mismo año, el imperio fue abolido y fue establecida la Confederación del Rin entre varios estados alemanes. Como una iniciativa para unir la Confederación, fue establecido que cualquier estado que se uniera podría mediatizar a sus vecinos. El Príncipe Carlos de Isemburgo-Birstein se unió a la Confederación y se le concedió mediatizar a los condados de Isemburgo de Isemburgo-Büdingen, Isemburgo-Meerholz, Isemburgo-Philippseich, y Isemburgo-Wächtersbach. Su principado fue renombrado simplemente Isemburgo.
El Principado continuó bajo el gobierno del Príncipe Carlos a lo largo de la era napoleónica, pero fue mediatizado por el Congreso de Viena por ser un aliado demasiado entusiasta de Napoleón. Las tierras del principado fueron divididas entre el Gran Ducado de Hesse-Darmstadt y el Electorado de Hesse-Kassel (o Hesse-Cassel).

### Príncipes de Isemburgo (1806-1814/5)
- Carlos de Isemburgo, 1806-1814/5

## Miembros notables
- Imagina de Isemburgo-Limburg, c. 1255 - 29 de septiembre de 1313?, reina consorte de Adolfo de Nassau, rey de Alemania.
- Diether von Isemburgo, c. 1412 - 1482, Elector y Arzobispo de Maguncia.
- Ana de Isemburgo-Büdingen, 1460 - 1522.
- Juan de Isemburgo-Grenzau, Arzobispo-Elector de Tréveris desde 1547 hasta 1556.
- Salentino IX de Isemburgo-Grenzau, c. 1532-1610, Arzobispo-Elector de Colonia, Obispo de Paderborn.
- Ernesto Casimiro II, 2º Príncipe de Ysenburg y Büdingen, 1806-1861.
- Bruno, 3º Príncipe de Ysenburg y Büdingen, 1837-1906.
- Princesa Sofía Juana María de Isemburgo (n. 1978), esposa del Príncipe Jorge Federico de Prusia.